# Henri-Désiré Porret
Pour les articles homonymes, voir Porret.
Henri-Désiré Porret (1800-1867) est un graveur sur bois français, l'un des pionniers de la vignette romantique en France.

## Biographie
Né le 18 août 1800 à Lille, Henri-Désiré est le fils d'un graveur d'origine suisse, Josué-Henri Porret (1769-1844), installé dans cette ville avant 1796 et spécialisé dans la production de motifs pour toiles imprimées. Il forme son fils à la gravure sur bois.

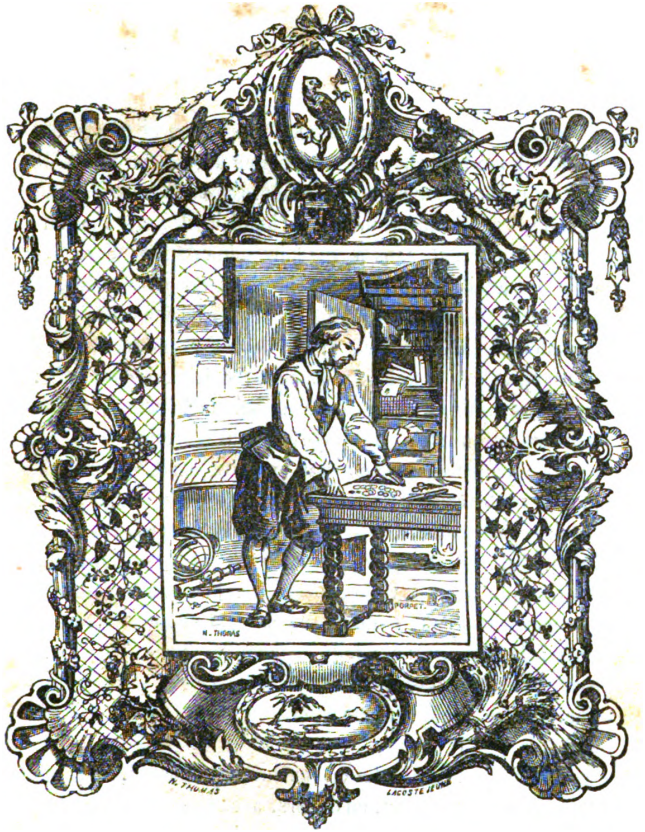
Vignette (au centre) pour le Robinson Crusoé traduit par Petrus Borel (1836), gravure d'après un dessin de Napoléon Thomas.

Henri-Désiré Porret commence par de la gravure de reproduction destinée à des éditions populaires locales, notamment des figures militaires empruntées à Horace Vernet (1825). À cette même époque, il rencontre le graveur britannique Charles Thompson qui expose à Lille, et qui est l'introducteur de la technique de gravure sur bois de bout en France. Porret le rejoint dans son atelier à Paris l'année suivante. Dès 1827, Porret expose au Salon des bois d'après Achille Devéria ; sa carrière est lancée. Des éditeurs le contactent, dont Antoine François Piéri-Bénard pour les ornements de la Galerie Napoléon (1829), puis il traduit les dessins de Tony Johannot destinés à l‘Histoire du roi de Bohème et de ses sept châteaux de Charles Nodier, véritable tournant dans l'évolution du livre illustré, bois qu'il présente au Salon de 1831, où il expose une dernière fois en 1835,.
Selon Henri Beraldi, Porret parvient à cette époque à proposer « une nouvelle formule d'illustration pour le livre ».
Porret vit à cette époque rue Christine, puis déménage au début du boulevard Saint-Germain, et donne de nombreux dîners où se retrouve la jeunesse romantique du milieu de l'illustration. Ayant pour client l'Imprimerie royale, il accélère sa production au point d'embaucher plusieurs dizaines d'assistants. Il traduit les dessins et motifs de Delacroix, Barye, Isabey, et de nouveau Vernet pour son Histoire de Napoléon (1839). Il collabore au maître ouvrage Les Français peints par eux-mêmes, puis, après 1848, semble quitter la scène artistique.
Sa mort le 4 novembre 1867, dans le village de Varennes (Indre-et-Loire) où il s'était retiré dans une certaine indigence, passe quasiment inaperçue.
Il s'était marié trois fois : d'abord avec Christine Jacquot, décédée en 1832, puis avec Jeanne Faure, et enfin avec une institutrice, Élise de Broutelles, en 1843. De tous ses enfants, une seule lui survécut.
Parmi ses nombreux élèves, on compte Adolphe Gusman, Charles Tamisier, Adolphe-André Wacquez et Louis Casimir Lallou.